# 奥尻町立奥尻小学校
奥尻町立奥尻小学校（おくしりちょうりつ おくしりしょうがっこう）は、北海道奥尻郡奥尻町字奥尻にある公立小学校。2014年（平成26年）3月までは北海道奥尻郡奥尻町字奥尻428に所在し、同年4月より旧奥尻町立宮津小学校のあった奥尻町字宮津40番地へ移転した。

## 概要
1882年（明治15年）に奥尻島で唯一の学校「奥尻学校」として創立された（奥尻村大字釣懸村字釣懸の戸長役場敷地内）。1899年（明治32年）には赤石地区の学校と統合して「釣石尋常小学校」と改称した（奥尻村大字釣懸村字谷地4番地）。
1916年（大正5年）には奥尻村大字釣懸村字塩釜沢9番地の2（現在の奥尻町字奥尻428付近と考えられる）に新校舎が建設され移転した。また、大正時代には赤石や球島鉱山に分教場が設置された。
第二次世界大戦後、奥尻島では集団的な入植により人口が増加して神威脇や球浦に分校や新設校が設置された。
1956年（昭和31年）には4代目の校舎が完成したが、開校80年目に当たる1962年（昭和37年）には8月に塩釜川が氾濫し校舎や教員住宅に浸水被害が出た。
奥尻島では昭和30年代半ばから離島者が増えで人口が減少し、1972年（昭和47年）に球浦小学校を統合した。さらに翌1973年（昭和48年）に鉄筋3階建ての新校舎が完成し、この年に赤石小学校を統合した。
2014年（平成26年）4月に宮津小学校と統合して同校の校地に移転した。奥尻町字奥尻428にあった旧校舎は解体され、2024年（令和6年）5月7日に町役場が入る奥尻町総合庁舎が新築移転した。

## 沿革
- 1882年12月5日 - 開校。
- 2014年4月 - 奥尻町立宮津小学校を統合。校舎を旧宮津小学校校舎を転用するため移転[1][2]。

## 出身者
- 麻生直子（詩人）